# واين بروك
واين بروك (بالإنجليزية: Wayne Brock)‏ هو مسير أعمال أمريكي، ولد في 1948م في نيوبيرن في الولايات المتحدة.